# Pitthea perspicua
Pitthea perspicua är en fjärilsart som beskrevs av Carl von Linné 1758. Pitthea perspicua ingår i släktet Pitthea och familjen mätare. Inga underarter finns listade i Catalogue of Life.